# Тоде Илич
Тоде Илич (на македонска литературна норма: Тоде Илиќ) е политик и общественик от Социалистическа република Македония.

## Биография
Роден е на 7 април 1943 г. в кумановското село Никуляне. Завършва средното си образование в Куманово. Завършва земеделския факултет на Белградския университет. Започва работа като инженер-технолог във фабриката „Житомел“. По-късно става неин директор. От 1981 г. е председател на Общинския комитет на Комунистическата партия на Македония в Куманово. От 1984 до 1986 г. е кмет на Куманово. Умира на 14 януари 2014 г.